# اسدخانی
اَسَدخانی یا کَرتیل روستایی است در شهرستان بروجرد در استان لرستان. این روستا در دهستان شیروان در بخش مرکزی این شهرستان قرار دارد.
این روستا در اصل مسکن ایل بزرگ بیرانوند و اسدخان فیلی بیرانوند بوده که بعدها به اسدخانی مشهور گردیده است.
این روستا دارای دو مسجد و دو حسینیه و سالن پخت غذا برای مراسمات مختلف می‌باشد.
دبستان این روستا که پس از زلزله سال ۸۵ و فرسایش چندین و چند ساله تقرییا غیرقابل استفاده شده بود. بعد از گذشت یک سال تحصیل کودکان این روستا در منزل شخصی از اعضای روستا، مدرسه توسط عظیم خودرو بازسازی شد (به شرط نصب تابلو عظیم خودرو بر سر در این مدرسه). از زمان انقلاب اسلامی و تأسیس این دبستان نام آن «دبستان تربیت» بود.
تپه اسدخانی مربوط به دوران‌های تاریخی پس از اسلام است و در شهرستان بروجرد، بخش مرکزی، روستای اسدخانی واقع شده و این اثر در تاریخ ۱۲ بهمن ۱۳۸۱ با شمارهٔ ثبت ۷۱۴۵ به‌عنوان یکی از آثار ملی ایران به ثبت رسیده است.
این روستا دارای یکی از بهترین زمین چمن مصنوعی منطقه برای فوتبال است.

## جمعیت
بنابر سرشماری مرکز آمار ایران، جمعیت این روستا در سال۱۳۹۵، برابر با۷۹۹ نفر بوده است که از این میان۴۲۱ نفر مرد و بقیه زن بوده‌اند. ساکنان اولیه این روستا از ایل بزرگ بیرانوند بوده که به مرور زمان و به دلیل نزدیکی به شهرستان بروجرد مهاجرین از سایر نقاط به این روستا مهاجرت نموده و ترکیب فعلی جمعیتی را تشکیل داده‌اند. اسدخانی۲۴۸ خانوار جمعیت دارد.